# Euphorbia leuconeura
Euphorbia leuconeura là một loài thực vật thuộc họ Euphorbiaceae. Đây là loài đặc hữu của Madagascar. Môi trường sống tự nhiên của chúng là vùng nhiệt đới với thổ nhưỡng nhiều sỏi đá.

## Hình ảnh

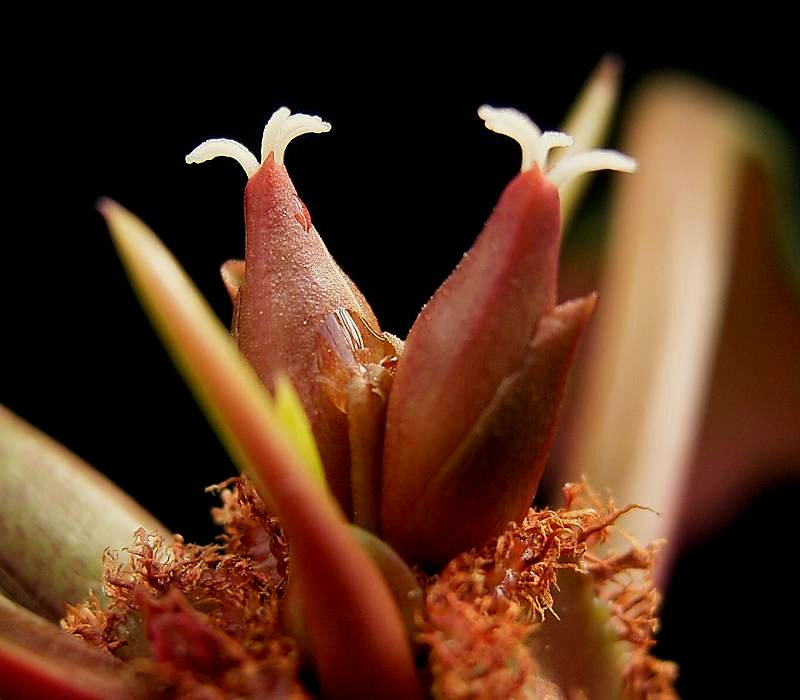
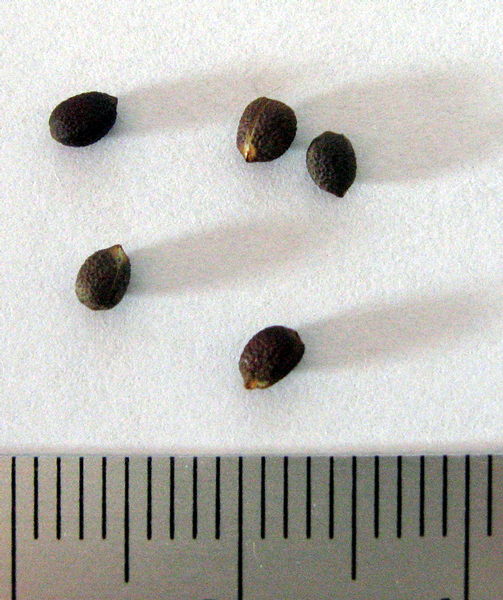
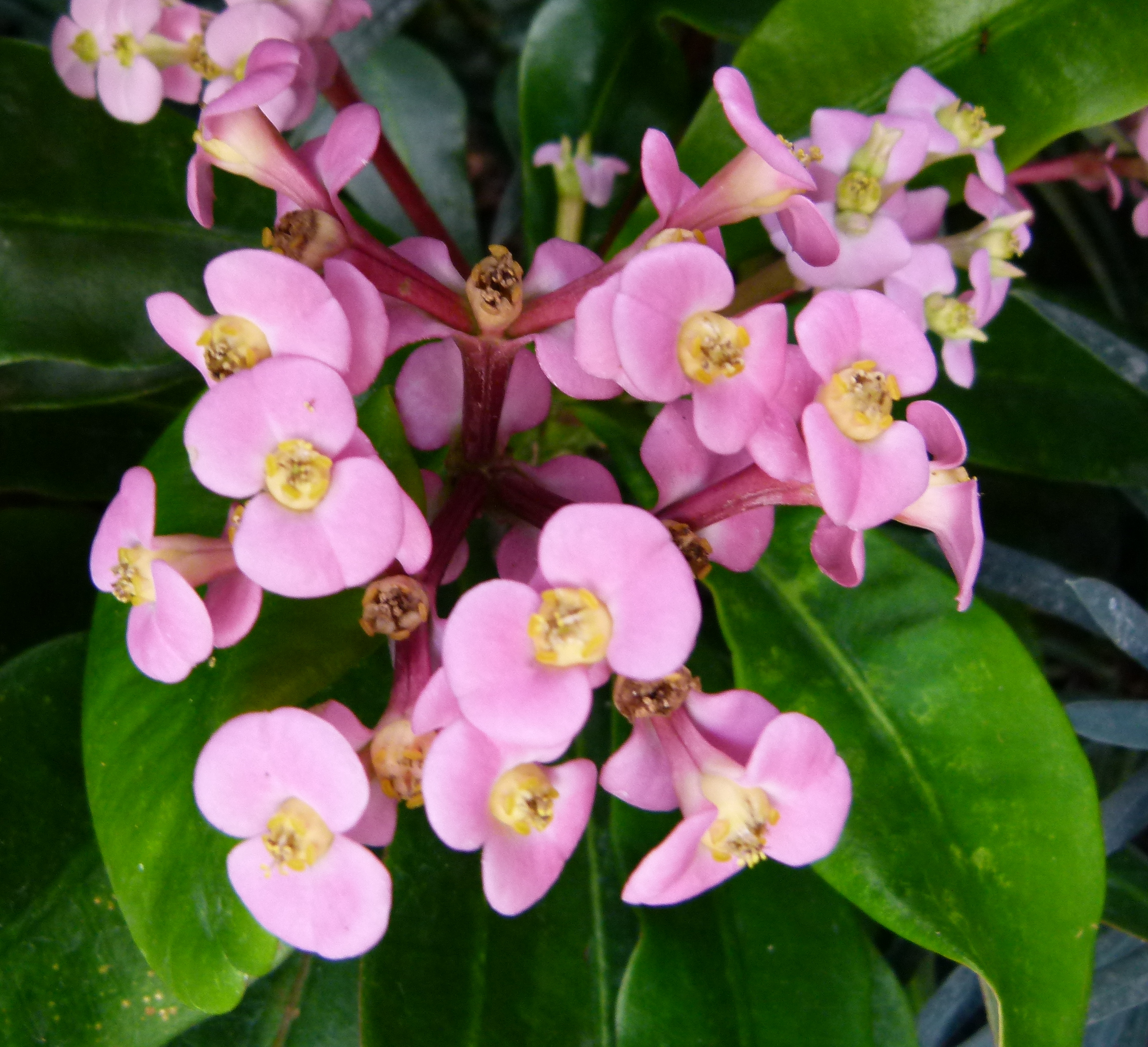
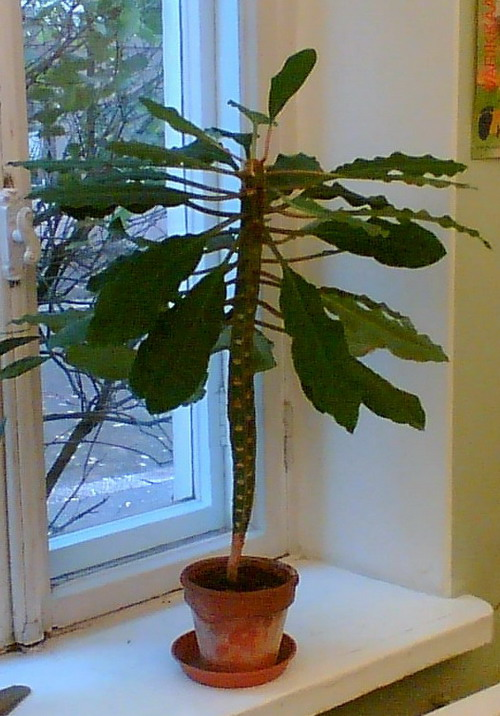